# Merindad de Valdivielso
Merindad de Valdivielso è un comune spagnolo di 382 abitanti situato nella comunità autonoma di Castiglia e León.

## Località
Il comune comprende le seguenti località:
- El Almiñé
- Arroyo de Valdivielso
- Condado
- Hoz de Valdivielso
- Panizares
- Población de Valdivielso
- Puente-Arenas
- Quecedo (capoluogo)
- Quintana de Valdivielso
- Santa Olalla de Valdivielso
- Tartalés de los Montes
- Toba de Valdivielso
- Valdenoceda
- Valhermosa